# Hustler
Hustler (inglese: baro, trafficone) è un periodico di tipo pornografico, fondato da Larry Flynt nel 1974. Il periodico è uno dei più importanti insieme a Playboy e Penthouse, ma a differenza di questi è molto più esplicito e mostra spesso scene di sesso hardcore.

## Storia
È il giugno 1974 quando a Cincinnati esce il primo numero della rivista Hustler. Passa poco più di un anno e il giornale raggiunge la notorietà col numero dell'agosto 1975 nel quale vengono pubblicate foto di Jacqueline Kennedy Onassis che prende il sole nuda. Nello stesso anno Flynt affida la direzione della rivista ad Althea Leasure, una ex spogliarellista di un suo club e al tempo sua fidanzata. Nel 1976 i due vengono incriminati per pubblicazione di materiale osceno e crimine organizzato. Flynt nel corso degli anni pagherà milioni di dollari di multe, subirà vari processi per oscenità e verrà colpito all'addome da un proiettile sparato da un fanatico razzista, in quanto il giornale aveva pubblicato fotografie di una coppia interrazziale.
Nel 2007 Hustler ritorna agli onori della cronaca quando Flynt offre 1 milione di dollari a chi confesserà, avendone le prove, di avere avuto rapporti sessuali con politici. Lo stesso Flynt dice di avere contribuito alla rivoluzione dei costumi sessuali negli Stati Uniti pubblicando Hustler. Il processo più noto e discusso, conclusosi nel 1988, è stato intentato dal reverendo protestante George Fallwell. Il giornale in una parodia di un aperitivo, riportava una intervista in cui Fallwell raccontava la sua "prima volta" come un rapporto incestuoso con sua madre avvenuto in un bagno pubblico.

## Citazioni e omaggi
Le vicende giudiziarie della rivista sono raccontate nel film di Miloš Forman Larry Flynt - Oltre lo scandalo.